# Tarifas alfandegárias no segundo governo Trump

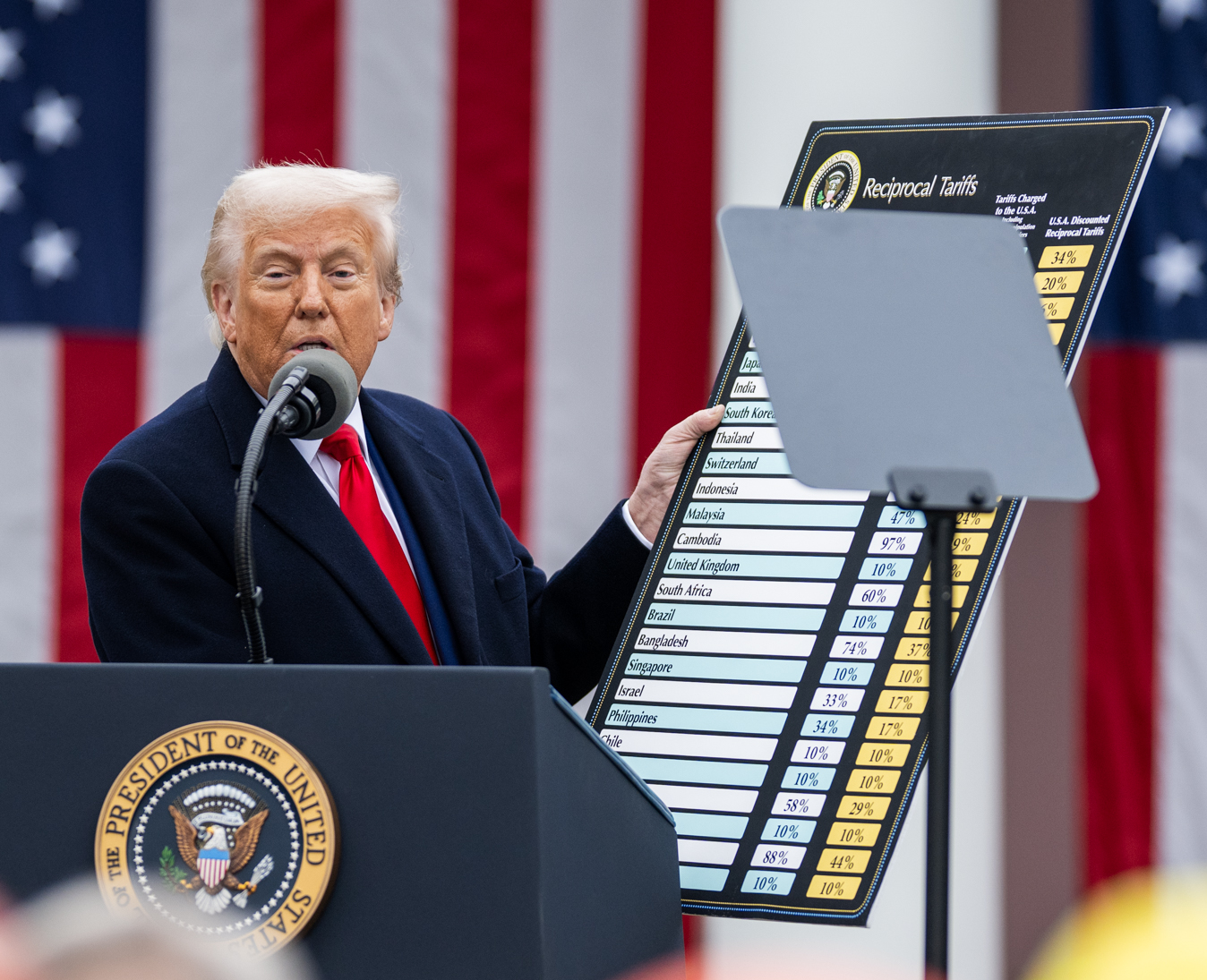
Trump mostra um gráfico com tarifas recíprocas

As tarifas durante a segunda presidência de Donald Trump refletiram uma escalada de políticas comerciais protecionistas nos Estados Unidos no governo de Donald Trump. Enquanto em seu primeiro mandato ele impôs tarifas sobre aproximadamente 380 mil milhões de dólares em importações, prevê-se que o total da sua segunda administração exceda os 1,4 bilhão de dólares até abril de 2025.
No seu segundo mandato, Trump retomou uma guerra comercial com a China e lançou uma segunda guerra comercial com o Canadá e o México, enquadrando estas ações como uma forma de responsabilizar estes países pelo tráfico de drogas e pela imigração ilegal, ao mesmo tempo que apoiava a produção nacional. Em 4 de março de 2025, ele aumentou as tarifas sobre todas as importações chinesas para 20%. Ele também impôs uma tarifa de 25% sobre a maioria dos produtos canadenses e mexicanos, mas depois isentou todos os produtos em conformidade com o USMCA. Em 12 de março de 2025, uma tarifa global de 25% sobre produtos de aço e alumínio entrou em vigor.
Em 2 de abril de 2025, um dia que Trump apelidou de "Dia da Libertação", Trump anunciou tarifas amplas com uma base de 10% que entra em vigor em 5 de abril, enquanto as tarifas "recíprocas" adicionais entram em vigor em 9 de abril. Em 3 de abril, entrarou em vigor uma tarifa de 25% sobre todos os automóveis importados, sendo esperado que as peças de automóvel sejam as mesmas. Canadá, China e União Europeia anunciaram contratarifas, enquanto outros países iniciaram negociações proativas para evitar disputas comerciais adicionais. As tarifas gerais entraram em vigor em 5 de abril. As tarifas de importação sobre os 57 países, variando de 11% a 50%, deveriam começar em 9 de abril mas, após muitas incertezas no mercado, elas foram suspensas quase imediatamente por 90 dias para todos, exceto a China.
Veículos de comunicação argumentaram que as tarifas não se baseavam em reciprocidade, mas sim em tarifas protecionistas unilaterais. As tarifas contribuíram para a redução das projeções de crescimento do PIB dos Estados Unidos pelo Federal Reserve e pela OCDE e para o aumento das expectativas de recessão.

## Tarifas multinacionais

### Tarifas de aço e alumínio
Em 12 de março de 2025, os Estados Unidos impuseram tarifas de 25% sobre todas as importações de aço e alumínio, com o objetivo de fortalecer a produção nacional. O secretário do Comércio, Howard Lutnick, disse que Trump em breve adicionaria também uma tarifa sobre o cobre. A União Europeia e o Canadá anunciaram contratarifas, enquanto a Austrália, o Reino Unido, o Japão e o Brasil criticaram a medida, mas abstiveram-se de retaliar. Em 2 de abril de 2025, as tarifas sobre o alumínio foram expandidas para incluir latas de alumínio vazias e cerveja em lata.
As medidas expandiram as tarifas de aço e alumínio do primeiro mandato de Trump, eliminando todas as isenções e aumentando a tarifa de alumínio de 10% para 25%. A administração argumentou que as isenções anteriores “inadvertidamente criaram lacunas que foram exploradas pela China e por outros países com excesso de capacidade de aço e alumínio”. Trump também determinou que o aço fosse “derretido e vazado” e o alumínio “fundido e moldado” nos Estados Unidos para se qualificar para o estatuto de isenção de direitos aduaneiros, a fim de evitar a evasão tarifária.
Em 2023, os EUA importaram 44% do seu alumínio e 26% do seu aço. O Canadá foi o seu maior fornecedor de ambos, sendo responsável por mais de metade do alumínio e por dois terços das importações primárias de alumínio. Embora os Estados Unidos tenham sido o maior produtor mundial de alumínio até 2000, em 2021 representaram menos de 2% do fornecimento global, em grande parte devido aos elevados custos da electricidade que os tornaram menos competitivos no mercado global. Em 2021, as fundições de alumínio primário operaram com 55% da capacidade nos EUA, em comparação com 95% no Canadá e 88% globalmente. Os Estados Unidos continuaram a ser um grande produtor de alumínio secundário, que consome menos energia, mas o alumínio secundário é menos desejável para a defesa ou para a electrónica.

### Tarifas de automóveis e peças de automóveis
Em janeiro de 2025, o Presidente Trump anunciou tarifas amplas sobre o Canadá e o México, ameaçando a cadeia de fornecimento automóvel norte-americana altamente integrada. Devido a décadas de acordos de livre comércio, as fábricas nos EUA, Canadá e México frequentemente enviavam peças de automóveis várias vezes durante o processo de fabricação. Os três maiores fabricantes de automóveis dos EUA — Ford, General Motors e Stellantis — fizeram lobby por isenções, alertando que as tarifas prejudicariam mais as empresas americanas do que os concorrentes estrangeiros. O CEO da Ford, Jim Farley, alertou os investidores: "A longo prazo, uma tarifa de 25% na fronteira entre o México e o Canadá criará um buraco na indústria dos EUA que nunca vimos."
Trump adiou tarifas sobre veículos em conformidade com o USMCA até 2 de abril. Ainda assim, marcas não conformes, como a BMW, foram afetadas a partir de 4 de março de 2025. A BMW optou por cobrir essas tarifas até 1º de maio de 2025. Em 26 de março, Trump anunciou uma tarifa de 25% sobre todos os carros importados a partir de 3 de abril e sobre os veículos não americanos montados internamente "até 3 de maio". A Casa Branca argumentou que a medida impulsionaria a produção nacional e geraria 100 bilhões de dólares em receitas fiscais, observando que cerca de 50% dos 16 milhões de carros comprados pelos americanos em 2024 foram importados. Os economistas afirmam que as medidas comerciais irão perturbar a cadeia de fornecimento automóvel global e resultar em custos mais elevados para os consumidores.

### Tarifas recíprocas

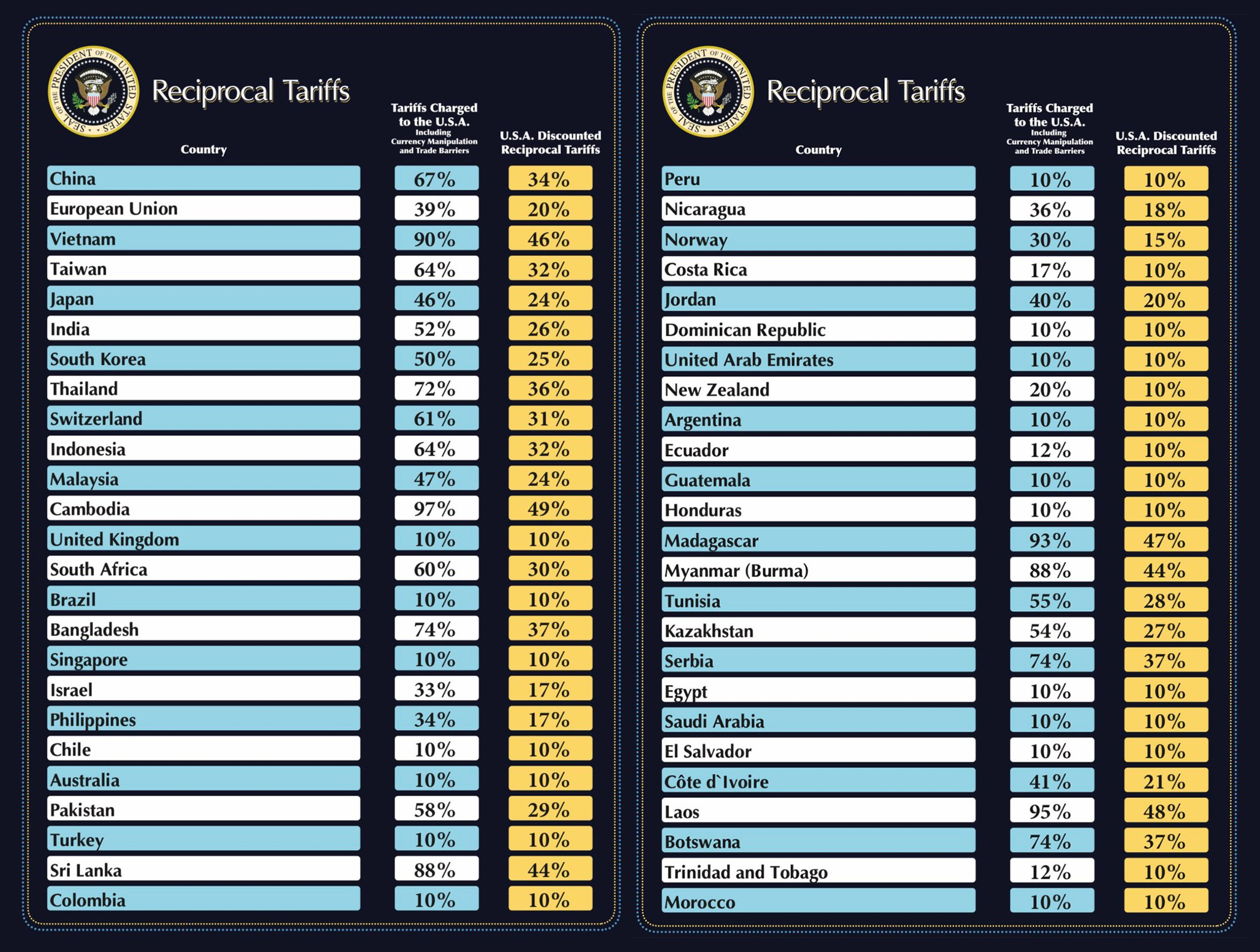
Gráfico mostrando as tarifas do "Dia da Libertação"

Em 13 de fevereiro de 2025, o presidente Trump ordenou que sua equipe pesquisasse tarifas recíprocas alfandegárias para cada país, levando em consideração tarifas existentes, balanças comerciais e impostos sobre valor agregado, com um relatório previsto para ser entregue em 180 dias. Lutnick disse que sua equipe teria um plano pronto até 1º de abril. Trump anunciou mais tarde que as tarifas recíprocas entrariam em vigor em 2 de abril de 2025, um dia que ele apelidou de "Dia da Libertação". Uma tarifa de base de 10% sobre a maioria dos parceiros comerciais dos Estados Unidos entrou em vigor às 00h01 do dia 5 de abril, enquanto taxas recíprocas mais elevadas entrarão em vigor às 00h01 do dia 9 de abril.
A Reuters informou que os responsáveis comerciais tiveram dificuldades em elaborar as tarifas porque cada um dos 186 membros da Organização Mundial das Alfândegas aplicava taxas de direitos diferentes. O governo Trump considerou inicialmente dividir todos os países em três níveis de tarifas altas, médias e baixas. Mais tarde, os funcionários Scott Bessent e Kevin Hassett disseram à Fox Business que o governo americano se concentraria nos maiores parceiros comerciais dos EUA e atribuiria a cada um uma taxa individualizada. Hassett afirmou que havia “mais de 100 países que não tinham realmente quaisquer tarifas sobre nós e não tinham quaisquer barreiras não tarifárias” e que apenas “10 a 15 países” eram uma preocupação. No entanto, em 30 de março, Trump disse aos repórteres: "Não sei quem vos disse 10 ou 15", descartando a ideia como um "rumor" e dizendo que pretendia impor tarifas a "todos os países". Embora muitos países tenham tentado negociar acordos nas semanas que antecederam 2 de abril, não eram esperadas isenções.
A falta de clareza contribuiu para a elevada incerteza econômica e para o declínio do mercado de ações, tornando Março o pior mês desde dezembro de 2022 para o mercado de ações americano, com o S&P 500 a perder bem mais de 5% nesse mês, e o NASDAQ mais de 10% nesse trimestre. O índice Dow Jones Industrial Average também caiu desde o início do ano, até o último dia de março.
O ING Group comentou que os planos para a política estavam alinhados com a seção de Navarro do Projeto 2025, intitulada "O Caso do Comércio Justo". A seção destacou China, Índia, União Europeia, Tailândia, Taiwan, Vietnã, Japão e a Malásia como alvos principais devido aos seus elevados excedentes comerciais com os EUA ou às disparidades tarifárias significativas.

## Tarifas específicas

### China
A guerra econômica entre China e Estados Unidos está em curso desde janeiro de 2018, quando o presidente dos EUA, Donald Trump, começou a impor tarifas e outras barreiras comerciais à China com o objetivo de a forçar a alterar práticas comerciais consideradas desleais pelos EUA e roubo de propriedade intelectual.
O primeiro governo Trump declarou que estas práticas podem contribuir para o déficit comercial entre os EUA e a China e que o governo chinês exige a transferência de tecnologia americana. Em resposta às medidas comerciais dos EUA, o governo chinês acusou a administração Trump de protecionismo nacionalista e tomou medidas retaliatórias.
Após a guerra comercial ter-se intensificado em 2019, em janeiro de 2020, ambas as partes chegaram a um tenso acordo de primeira fase. No final da primeira presidência de Trump, a guerra comercial foi amplamente caracterizada como um fracasso americano.
A administração de Joe Biden manteve as tarifas em vigor e acrescentou taxas adicionais sobre produtos chineses, como veículos elétricos e painéis solares. Em 2024, a campanha presidencial de Trump propôs uma tarifa de 60 por cento sobre os produtos chineses. Em 1º de fevereiro de 2025, o governo Trump aumentou as tarifas sobre a China em 10%, enquanto em 4 de março, o governo as aumentou em outros 10%. Desde fevereiro de 2025, o governo Trump impôs um total de tarifas de 20% à China. Em 2 de abril de 2025, o governo Trump elevou a tarifa total de importação da China para 54%, com o governo chinês prometendo retaliação em resposta.

### Canadá e México
Uma guerra comercial envolvendo os Estados Unidos, Canadá e México começou em 1º de fevereiro de 2025, quando o presidente dos EUA, Donald Trump, assinou ordens impondo tarifas quase universais sobre produtos dos dois países que entrassem nos Estados Unidos. A ordem pedia tarifas de 25% sobre todas as importações do México e todas as importações do Canadá, exceto petróleo e energia, que seriam taxados em 10%.
Em resposta, o primeiro-ministro canadense Justin Trudeau disse que o Canadá retaliaria com tarifas imediatas de 25% sobre 20,6 bilhões de dólares de exportações americanas, que aumentariam para 106 bilhões de dólares após três semanas. A presidente mexicana Claudia Sheinbaum disse que o México aplicaria tarifas e retaliações não tarifárias contra os Estados Unidos.
Ambos os líderes negociaram um atraso de um mês nas tarifas com os EUA em 3 de fevereiro, um dia antes delas entrarem em vigor e concordaram em aumentar a segurança em suas respectivas fronteiras com os Estados Unidos. Após esse período, as tarifas americanas entraram em vigor em 4 de março; tarifas retaliatórias canadenses começaram simultaneamente, enquanto o México disse que anunciaria sua retaliação em 9 de março. Em 6 de março, no entanto, Trump adiou novamente as tarifas sobre produtos em conformidade com o Acordo Estados Unidos-México-Canadá (USMCA, sigla em inglês) até 2 de abril, o que representa cerca de 50% das importações do México e 38% das importações do Canadá.

### Brasil
As primeiras tarifas ao Brasil foram anunciadas em abril de 2025, junto com a de outros países, sendo fixada em 10%.

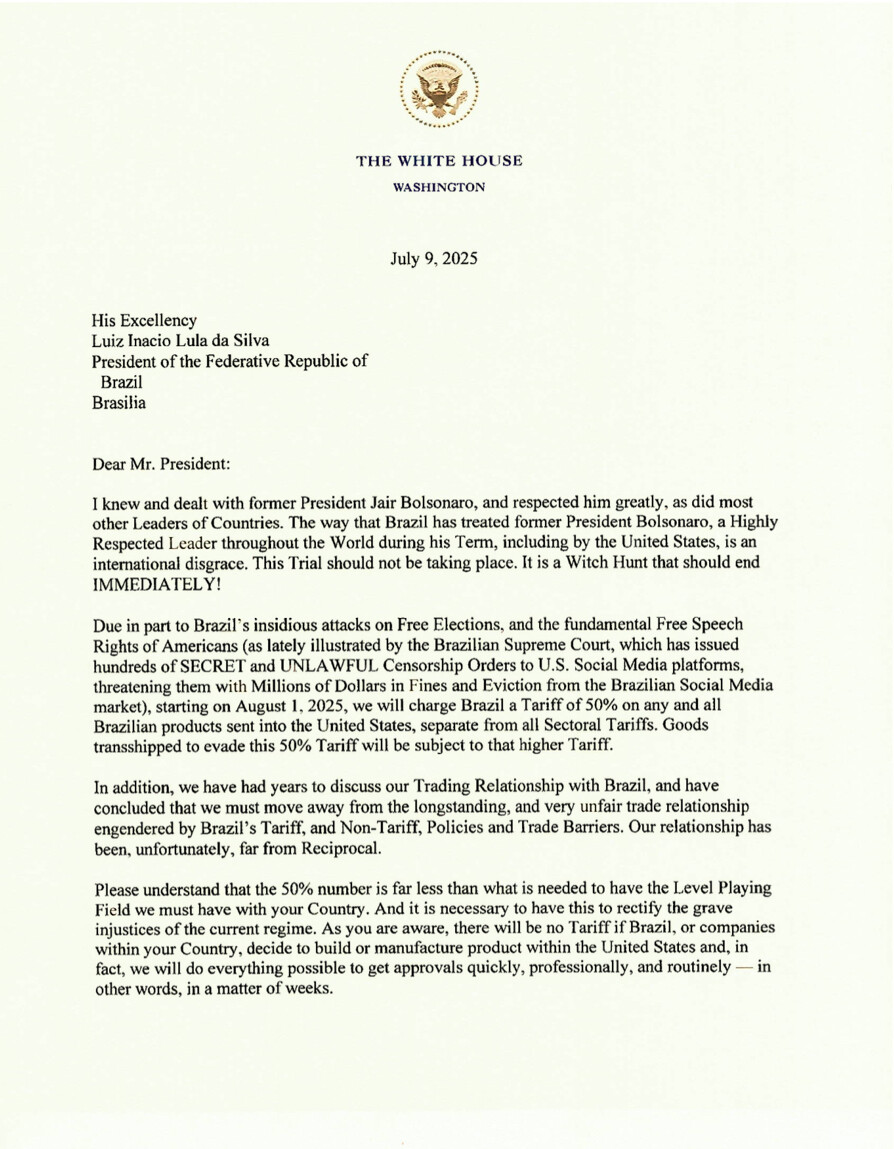
Documento oficial de anúncio tarifário ao Brasil, julho de 2025

Em 9 de julho de 2025, em carta enviada ao presidente do Brasil Luiz Inácio Lula da Silva, Trump anunciou a imposição de uma tarifa de 50% nos produtos exportados para os Estados Unidos. Na mesma carta, ele criticou a forma que o processo contra o ex-presidente Jair Bolsonaro estava sendo conduzido, as decisões do Supremo Tribunal Federal contra as empresas de mídias sociais dos Estados Unidos, além de acusar o Brasil de ser um parceiro comercial injusto e que a tarifa ainda era menor do que os EUA precisavam para equilibrar – apesar do superávit comercial dos EUA com o Brasil.
O economista Paul Krugman, ganhador do prêmio Nobel, criticou a tarifa anunciada por Trump. Em um artigo intitulado "Trump's Dictator Protection Program" ("Programa de Proteção a Ditadores de Trump"), Krugman classificou a medida como maligna e megalomaníaca, afirmando que seria motivo suficiente para um processo de impeachment contra o presidente. Ele argumentou que Trump está usando o tarifaço para fins políticos, a fim de ajudar "outro aspirante a ditador". Outro ganhador do Nobel de economia, Joseph Stiglitz, declarou em um artigo intitulado "Brazil's Brave Stand Against Trump" ("A Corajosa Posição do Brasil contra Trump"), publicado no Project Syndicate [en] no fim de julho, que o presidente brasileiro Luiz Inácio Lula da Silva, ao se recusar a ceder à intimidação dos Estados Unidos, "defendeu a soberania de seu país" não apenas no comércio, mas também na regulação das big techs controladas pelos americanos. Stiglitz argumentou que líderes mundiais deveriam seguir o exemplo de Lula ao enfrentar o "bullying" de Trump. No encontro Democracia Sempre, sediado no Chile em 21 de julho de 2025, o presidente Lula disse que "o extremismo tenta reeditar práticas intervencionistas", em discurso que contou com a presença de outros líderes políticos de esquerda, como o presidente da Colômbia Gustavo Petro e o primeiro-ministro da Espanha Pedro Sánchez.
Depois de aprovar as tarifas, mas incluindo uma longa lista de exceções a abranger quase 700 produtos, os brasileiros adotaram a frase "Trump Always Chickens Out" ("Trump Sempre Amarela") para zombar do presidente americano; o acrônimo se tornou um dos sete termos mais usados no X (antigo Twitter) naquela semana.
No dia 7 de agosto as tarifas de 50% entraram em vigor.

## Avaliações de impacto
Nos Estados Unidos, as políticas tarifárias do segundo governo Trump se expandiram significativamente, impondo novas tarifas sobre aproximadamente US$ 1,4 trilhão em importações até abril de 2025, em comparação com US$ 380 bilhões no primeiro mandato. Essa escalada gerou incerteza econômica, levando o Federal Reserve a reduzir sua previsão de crescimento para 2025 de 2,1% para 1,7%, além de aumentar a expectativa de inflação de 2,5% para 2,7%. É estimado que, se as tarifas forem implementadas como Trump planeja, o PIB dos Estados Unidos perderia mais de US$ 200 bilhões de dólares.  Um dos setores mais impactados foi o de energia, já que uma proposta de tarifa de 10% sobre importações de energia do Canadá ameaçava elevar os preços da gasolina em até 50 centavos de dólar por galão no Meio-Oeste, dado que o Canadá é um dos principais fornecedores de petróleo bruto para as refinarias dos Estados Unidos.
O economista Michael Hudson argumentou que as tarifas têm o potencial de prejudicar a economia global ao perturbar o balanço de pagamentos entre os Estados Unidos e seus devedores estrangeiros. Ao reduzir o comércio de exportação entre os Estados Unidos e os países alvos das tarifas e aumentar o custo dos bens denominados em dólares, o governo estadunidense tornou mais difícil para esses países pagarem suas dívidas em dólares. Hudson afirmou que isso podia causar uma crise de dívida e comparou isso aos exemplos históricos da crise da dívida latino-americana e ao pagamento interaliado de empréstimos durante as Guerras Mundiais.
Nos dias seguintes ao anúncio de Trump sobre as tarifas, os mercados financeiros e bolsas de valores pelo mundo sofreram enormes perdas, especialmente nos Estados Unidos e na Europa.

## Tabela de Impactos em Produtos e Serviços (PS) BR/EUA
| Bloco                                                                          | PS que aumentarão preço nos EUA | PS que aumentarão preço no Brasil | Expectativa de aumento na bolsa de valores | Melhores estratégias | PS em crise sem alternativas |
| ------------------------------------------------------------------------------ | --- | --- | --- | --- | --- |
| Bloco 1: Tarifaço dos EUA sobre o Brasil                                       | Produtos brasileiros importados como aço, café, soja e aviões (ex: Embraer), que enfrentarão tarifas mais altas, elevando custos para consumidores americanos. | Serviços dependentes de exportações para os EUA, como logística e transporte, podem ter custos indiretos aumentados devido à redução de demanda. | Possível alta em ações de empresas americanas concorrentes (ex: siderúrgicas dos EUA), mas queda em importadoras dependentes do Brasil.                   | Diversificação de mercados de exportação para Ásia e Europa; investimento em inovação para reduzir custos de produção e negociar acordos bilaterais.   | Setor de commodities como minério de ferro e carne bovina, com dependência alta dos EUA e poucas rotas alternativas imediatas.           |
| Bloco 2: Reciprocidade do Brasil taxando também produtos e serviços americanos | Serviços americanos exportados como software e consultoria podem enfrentar retaliações indiretas, mas impacto menor se não forem tarifados diretamente.        | Produtos americanos como eletrônicos (ex: iPhones), automóveis e farmacêuticos, que terão tarifas impostas, elevando preços locais.              | Aumento em ações de empresas brasileiras que competem com importados americanos (ex: fabricantes locais de eletrônicos), mas risco de volatilidade geral. | Fomento à produção nacional via incentivos fiscais; parcerias com outros países para substituir importações americanas e fortalecer a indústria local. | Tecnologia avançada como semicondutores e aviões comerciais, onde os EUA dominam e o Brasil tem pouca capacidade de substituição rápida. |